# Щ-135
«Щ-135» — советская дизель-электрическая торпедная подводная лодка, принадлежит к серии X-бис проекта Щ — «Щука».

## История корабля
Лодка была заложена 26 августа 1938 года на заводе № 194 «им. А. Марти» в Ленинграде под строительным номером 477, в 1939 году была доставлена в разобранном виде на завод № 202 «Дальзавод» во Владивостоке для сборки и достройки.

### Служба
- 21 апреля 1940 года вошла в состав Учебного ДнПЛ 2-й БрПЛ Тихоокеанского флота.
- 13 сентября 1941 года была зачислена в состав 8-го ДнПЛ 3-й БрПЛ ТОФ с базированием в Советской Гавани.
- 1 апреля 1942 года перечислена в состав 2-го ОДнПЛ Владимиро-Ольгинской ВМБ ТОФ и перебазирована в посёлок Ракушка.
- В период с 9 августа по 3 сентября 1945 года принимала участие в войне с Японией.
- 10 июня 1949 года переименована в С-135.
- 27 апреля 1951 года была переформирована в состав 126-й ОБрПЛ Владимиро-Ольгинской ВМБ с прежним местом базирования.
- 26 декабря 1956 года переведена в бухту Золотой Рог для последующего списания и утилизации.
- В декабре 1957 года была выведена из боевого состава.
- 28 января 1958 года был расформирован экипаж.
- 3 апреля 1958 года была исключена из состава ВМФ.

## Командиры лодки
- Сентябрь 1939 г. — Октябрь 1939 г. — Алиновский А. С.
- 31 марта 1940 г. — 10 марта 1945 г. — Котрехов А. П.
- Март 1945 г. — 1948 г. — Чирков Н. Е.
- 1948 г. — 1951 г. — Соколов Н. С.
- 1954 г. — 1955 г. — Дубивко А. Ф.